# 加德纳陨石坑
加德纳陨石坑（Gardner）是位于月球正面爱湾西南部的一座小撞击坑，其名称取自美国物理学家欧文·克利夫顿·加德纳（Irvine Clifton Gardner，1889年-1972年），1976年被国际天文学联合会批准接受。

## 描述

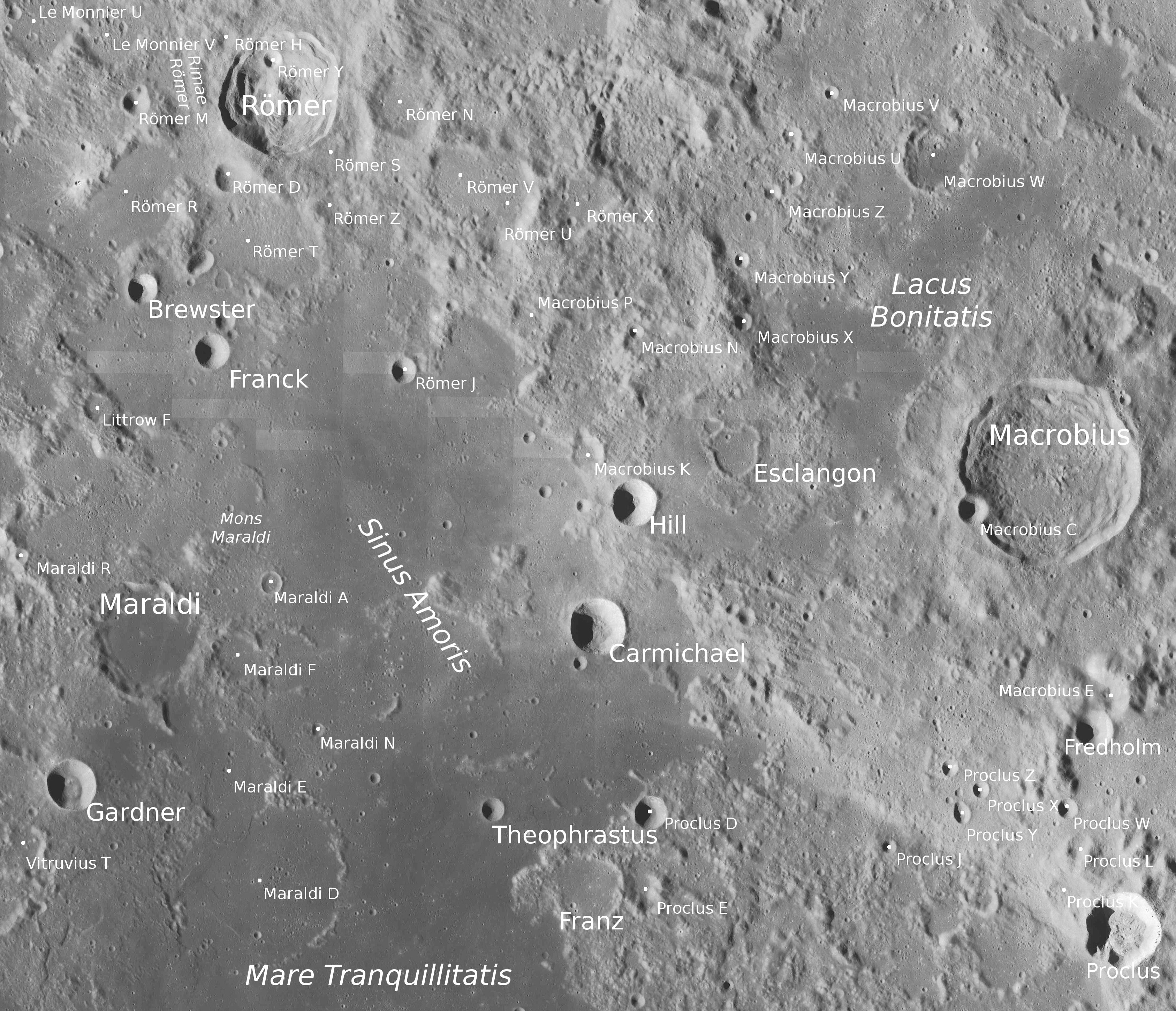
加德纳陨石坑的周边，月球勘测轨道飞行器拍摄。

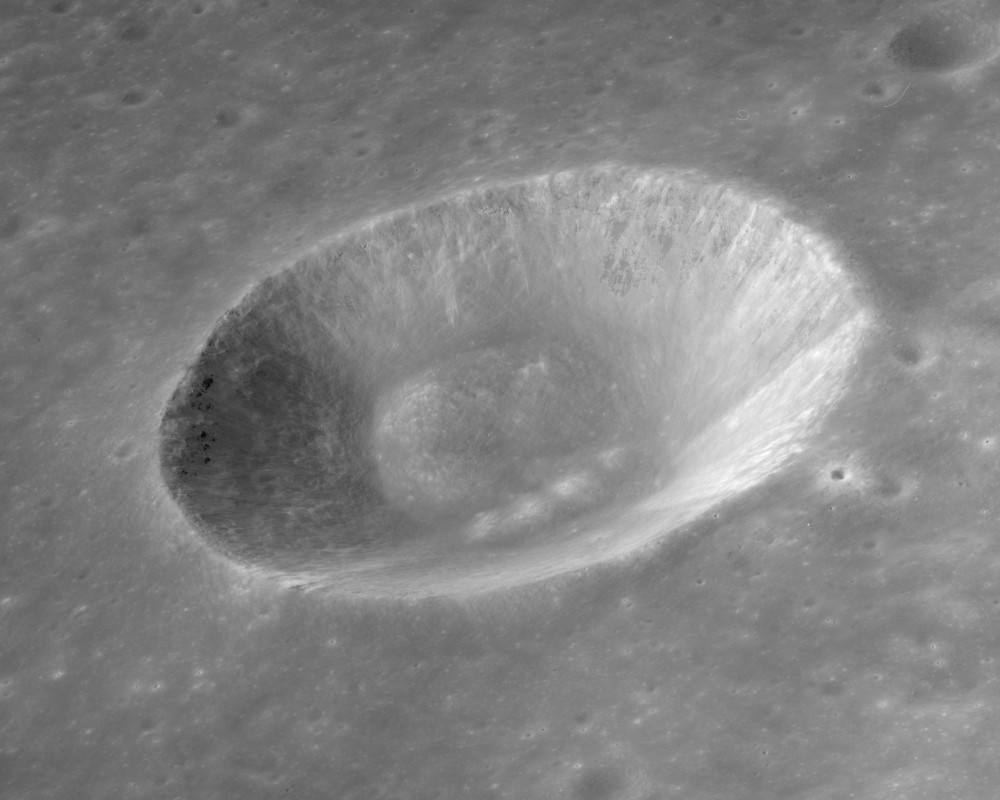
阿波罗15号拍摄的斜视图

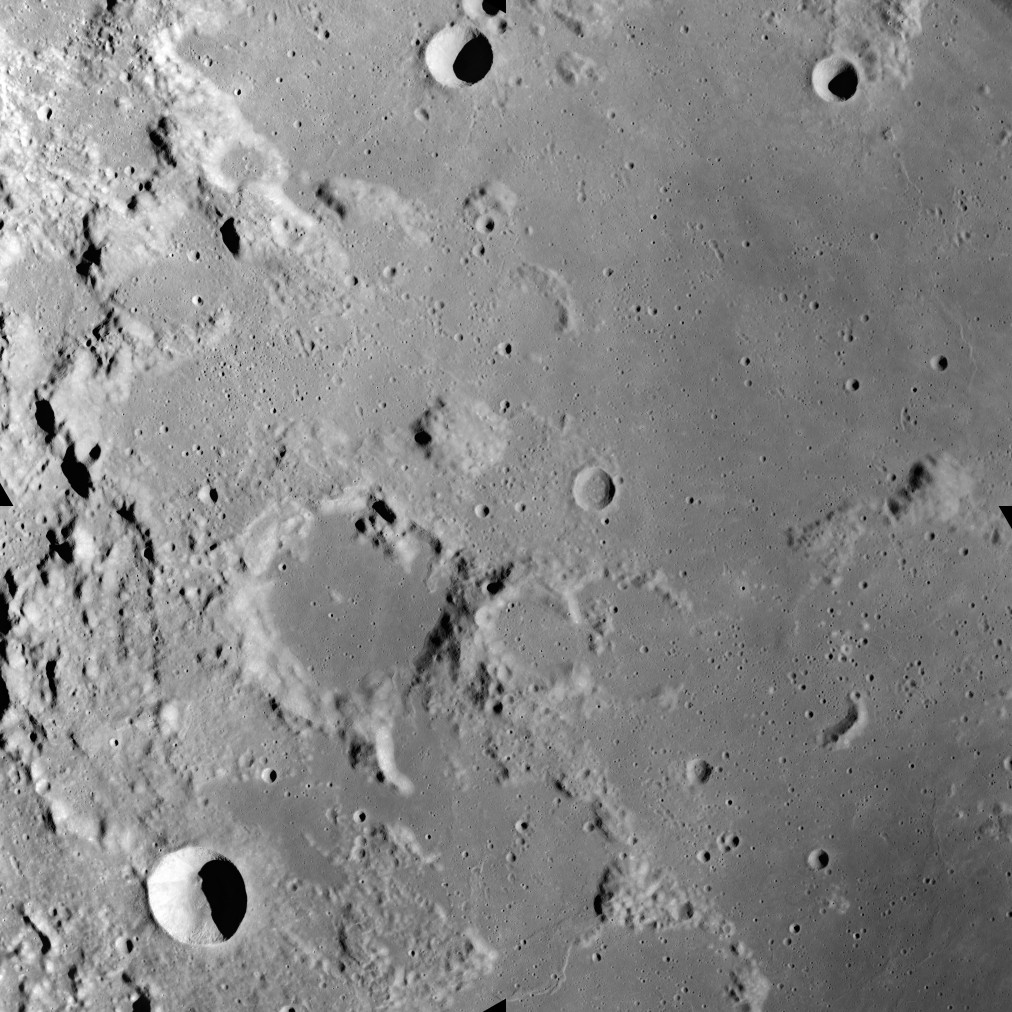
阿波罗17号拍摄的显示有加德纳陨石坑（左下）和马拉尔第陨石坑（居中）的背景照，美国宇航局图片。

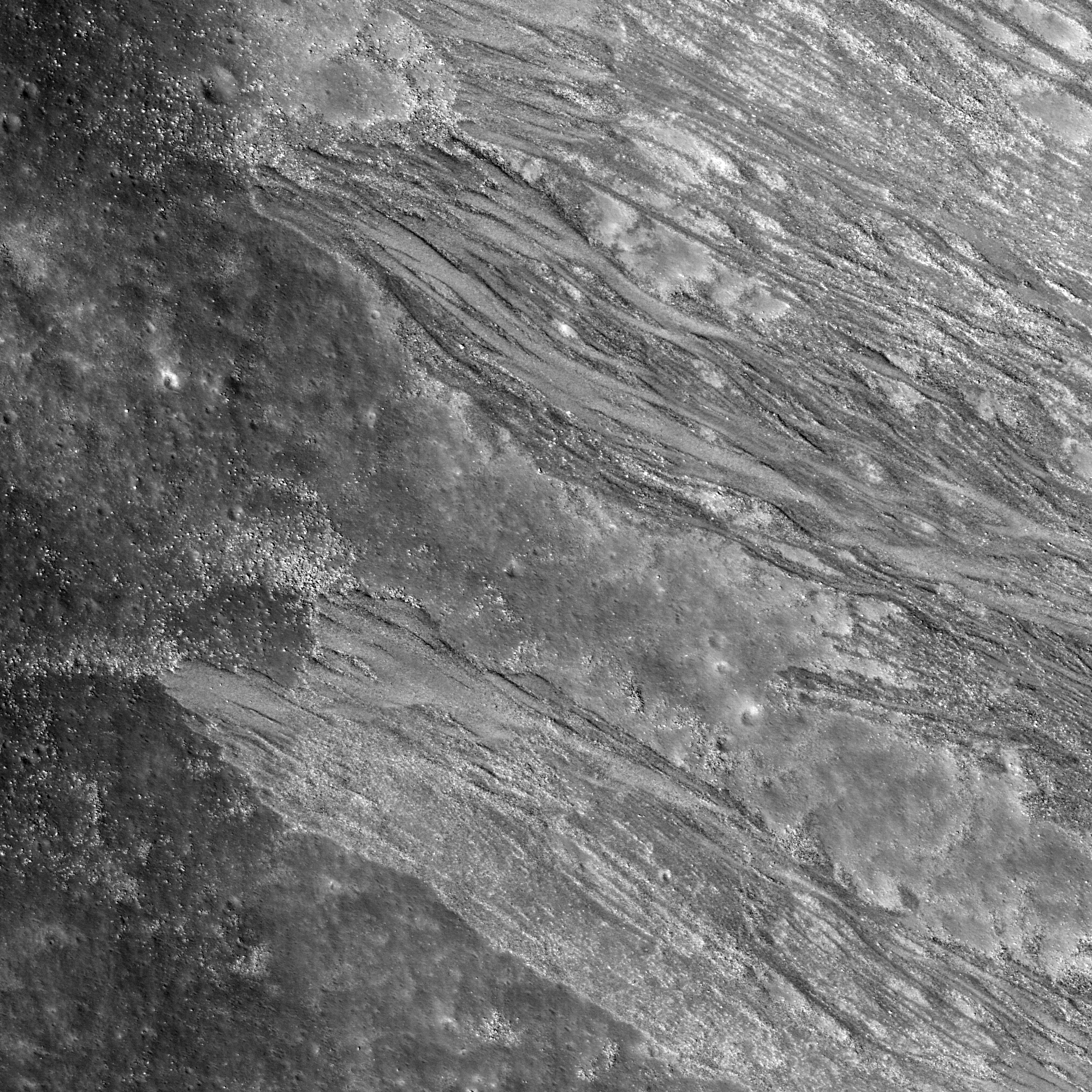
加德纳陨石坑东南内坡底部的岩屑坡，月球勘测轨道飞行器拍摄。

该陨坑西侧及西北分别毗邻较大的维特鲁威陨石坑和利特罗陨石坑、东北偏北靠近破损的马拉尔第陨石坑，较小的泰奥弗拉斯托斯陨石坑位于它的东侧、东南和西南则分别坐落了琉善陨石坑和卡哈尔陨石坑。此外，加德纳陨石坑西北偏西矗立有维特鲁威山、东南偏东坐落了睡沼，宽阔的柯西月溪和绵长的巴洛山脊分别分布在它的东南和西南、而南面则横亘了广袤平坦的静海。该陨坑中心月面坐标为17°45′N 33°49′E / 17.75°N 33.81°E，直径17.62公里，深约2.81公里。
加德纳陨石坑是一座圆杯形的撞击坑，带有一个平坦的小坑底，几乎未受到撞击侵蚀，坑壁边缘完整清晰，坑壁平均高出周边地形740米，坑底面积约为陨坑直径的一半，南半部地表略微隆起，最突出的特征是沿北侧坑底并排坐落了四座小穹状丘。加德纳陨石坑形态特征隶属于BIO 型（以该类陨石坑的典型代表—毕奥陨石坑所命名）。日食期间，曾记录到该陨坑表面温度发生异常，主要是其地质龄不长，表面尚未形成能产生隔热作用的表岩屑覆盖层所致。
在1973年被国际天文学联合会正式命名前，该陨坑曾被称作卫星坑维特鲁威 A。

## 另请参阅
- Andersson, L. E.; Whitaker, E. A. . NASA RP-1097. 1982.
- Blue, Jennifer. . USGS. July 25, 2007  [2007-08-05]. （原始内容存档于2012-04-08）.
- Bussey, B.; Spudis, P. . New York: Cambridge University Press. 2004. ISBN 978-0-521-81528-4.
- Cocks, Elijah E.; Cocks, Josiah C. . Tudor Publishers. 1995. ISBN 978-0-936389-27-1.
- McDowell, Jonathan. . Jonathan's Space Report. July 15, 2007  [2007-10-24]. （原始内容存档于2012-05-26）.
- Menzel, D. H.; Minnaert, M.; Levin, B.; Dollfus, A.; Bell, B. . Space Science Reviews. 1971, 12 (2): 136–186. Bibcode:1971SSRv...12..136M. doi:10.1007/BF00171763.
- Moore, Patrick. . Sterling Publishing Co. 2001. ISBN 978-0-304-35469-6.
- Price, Fred W. . Cambridge University Press. 1988. ISBN 978-0-521-33500-3.
- Rükl, Antonín. . Kalmbach Books. 1990. ISBN 978-0-913135-17-4.
- Webb, Rev. T. W.  6th revised. Dover. 1962. ISBN 978-0-486-20917-3.
- Whitaker, Ewen A. . Cambridge University Press. 1999. ISBN 978-0-521-62248-6.
- Wlasuk, Peter T. . Springer. 2000. ISBN 978-1-85233-193-1.